# Плавання людини

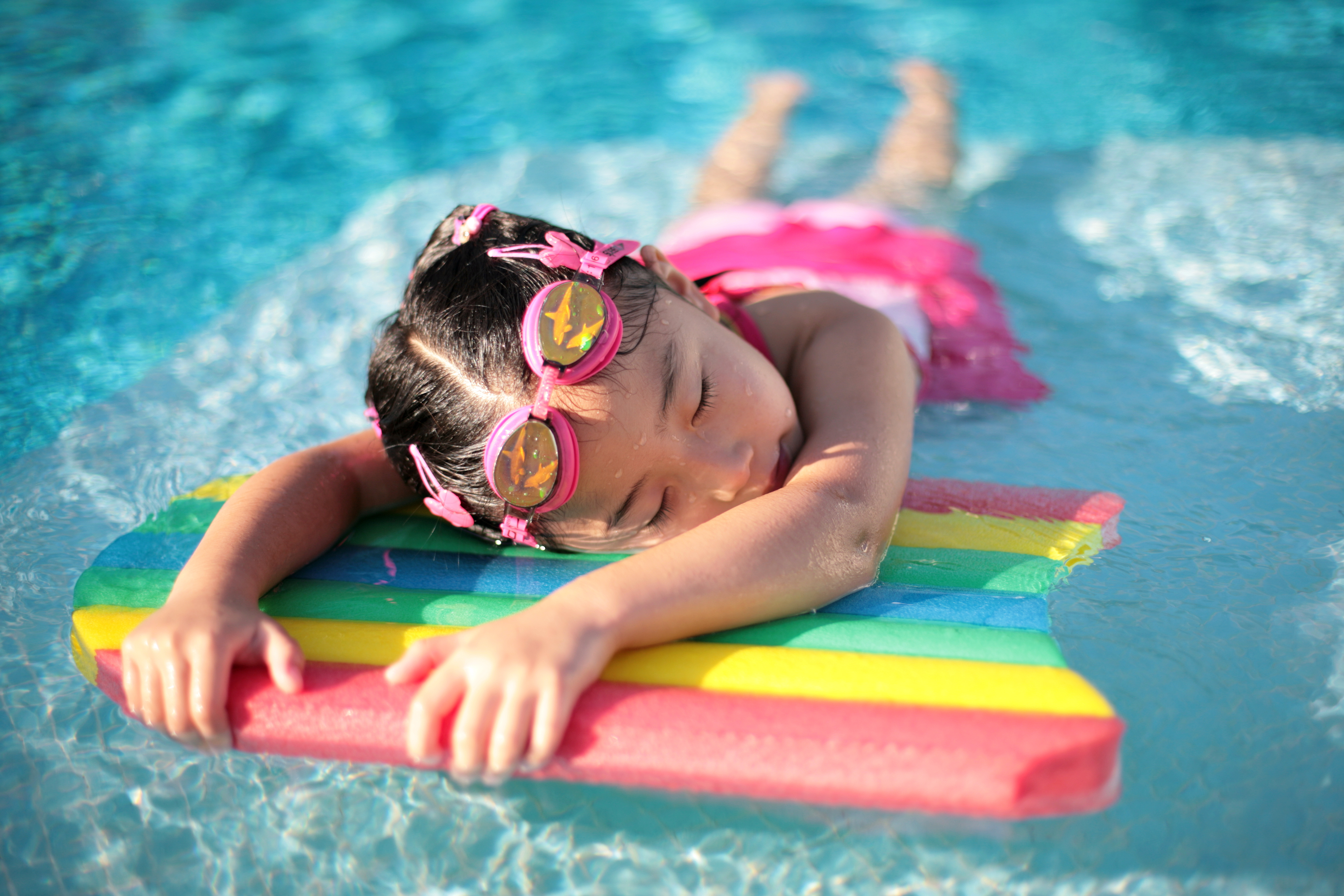
Плавання людини

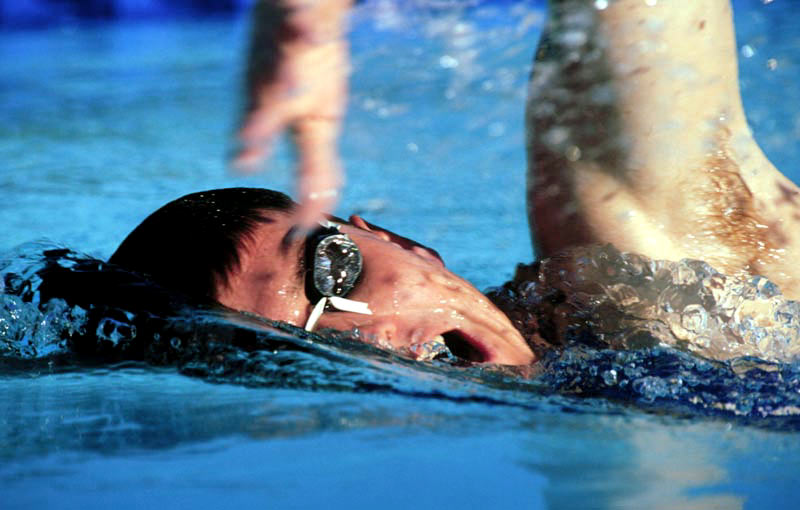
Кроль — стиль плавання за якого ліва й права частини тіла здійснюють гребки почергово

Плавання людини — рух людини по воді за допомогою її кінцівок без застосування додаткових засобів. Плавці рухаються, координуючи рухи кінцівок і тіла, щоб досягти гідродинамічної тяги, яка забезпечує спрямований рух. Новонароджені можуть інстинктивно затримувати дихання під водою і демонструвати елементарні плавальні рухи в рамках рефлексу виживання. Плавання вимагає витривалості, навичок і ефективних технік, щоб максимально збільшити швидкість і мінімізувати витрату енергії.
Плавання — популярний вид активності та змагальний спорт, в якому для переміщення у воді використовуються певні техніки. Воно приносить багато користі для здоров'я, наприклад, зміцнює серцево-судинну систему, м'язи та підвищує гнучкість. Плавання підходить для людей будь-якого віку та рівня фізичної підготовки.
Плавання постійно входить до числа найпопулярніших видів активного відпочинку, а в деяких країнах уроки плавання є обов'язковою частиною освітньої програми. Як офіційний вид спорту, плавання представлене на різних місцевих, національних та міжнародних змаганнях, включаючи всі сучасні літні Олімпійські ігри.
Плавання передбачає повторювані рухи, відомі як гребки, які рухають тіло вперед. Хоча кроль, також відомий як вільний стиль, вважається найшвидшим з чотирьох основних стилів плавання, інші стилі плавання практикуються для спеціальних цілей, таких як тренування.
Плавання пов'язане з певними ризиками, головним чином через водне середовище, в якому воно відбувається..Наприклад, плавці можуть втратити здатність діяти через паніку та виснаження, що є потенційними причинами смерті від утоплення. Інші небезпеки можуть виникнути через зараження інфекцією або ворожу водну фауну. Щоб мінімізувати такі випадки, більшість закладів наймають рятувальників, які стежать за будь-якими ознаками небезпеки.
Плавці часто носять спеціальний одяг для плавання, хоча залежно від культури регіону, деякі плавці також можуть плавати оголеними або в повсякденному одязі. Крім того, для поліпшення вражень від плавання або підвищення результатів можна використовувати різноманітне екіпірування, зокрема окуляри для плавання, плавальні засоби, ласти та трубки для підводного плавання.

## Історія
Плавання було відомо ще з доісторичних часів. До перших згадок про плавання належать наскельні малюнки, що датуються близько 7000 років до нашої ери та перші письмові згадки близько 2000 років до нашої ери, у Іліаді та Одіссеї, Біблії.
У 1538 році німецький професор мов Ніколаус Вінман опублікував працю «Плавець або розмова про плавання» («Der Schwimmer oder ein Zweigespräch über die Schwimmkunst»).
Перші змагання з плавання почали проводитись на початку 19 століття у Європі в основному з використанням стилю брас.
У 1896 році на Олімпійських іграх у Афінах плавання ввійшло в програму змагань. У 1908 році була створена Міжнародна федерація плавання (FINA).

### Впровадження різних стилів плавання
В 1873 році Джон Артур Треджен ввів у західні змагання по плаванню стиль треджен, який він перейняв у корінних американців. У них аналогічний стиль плавання називався кролем. У зв'язку з тим, що англійці в цей час зневажливо ставилися до сильного розбризкування при плаванні, в треджені використовувались ножицеподібні горизонтальні рухи ніг, а не коливальні вертикальні рухи, які використовували індіанці в кролі.
В 1902 році Річард Кавілл ввів кроль в західному світі.
Батерфляй був розроблений у 1930-х роках, на перших порах вважався окремим видом брасу. На Олімпійських іграх з 1935 по 1953 рік брасисти та прихильники батерфляю змагалися разом. Першим його продемонстрував Джіммі Хіггінс. У 1953 році батерфляй став самостійним стилем плавання, одночасно (замість почергового) було дозволено синхронний рух ногами вгору-вниз.

### Як вид корисних фізичних вправ для здоров'я людини
Регулярні заняття плаванням сприяють відновленню здоров'я людини, а в багатьох випадках і повному позбавленню від хвороб, якщо такі є.  Активність у воді, це основа чіткої роботи серцевого м'яза, ендокринної системи організму, стабільного артеріального тиску, повноцінної кров'яної циркуляції в судинах, що є не тільки профілактикою маси проблем, але і потужним лікувальним ефектом без всяких побічних явищ.

## Плавання для немовлят
Немовлята демонструють вроджений рефлекс плавання або пірнання з моменту народження і приблизно до десяти місяців. Інші ссавці також демонструють це явище (див. рефлекс пірнання ссавців). Реакція на пірнання включає апное, рефлекторну брадикардію та периферичну вазоконстрикцію; іншими словами, немовлята, занурені у воду, спонтанно затримують дихання, сповільнюють серцебиття та зменшують циркуляцію крові в кінцівках (пальцях рук і ніг). Оскільки немовлята демонструють інстинктивну поведінку під час плавання, хоча для закріплення цих здібностей рекомендовано формальне навчання, у багатьох місцях пропонуються заняття для немовлят у віці близько шести місяців. Це сприяє розвитку м'язової пам'яті та формуванню сильних плавців із самого раннього віку.

## Навчання плаванню
Щоб навчитися плавати, діти зазвичай отримують уроки плавання, які служать розвитку техніки плавання та впевненості у собі. Як правило, діти не вміють плавати самостійно до 4 років.
У Швеції, Данії, Норвегії, Естонії та Фінляндії навчальні плани для учнів п'ятого класу (в Естонії — для четвертого) констатують, що всі діти мають навчитися плавати, а також знати, як поводитись у надзвичайних ситуаціях на воді. Зазвичай потрібно, щоб діти могли пропливти 200 метрів, з яких не менше 50 метрів на спині — після першого попадання на глибоку воду та занурення під воду разом з головою. Хоча 95 відсотків шведських школярів вміють плавати, утоплення залишається третьою з найпоширеніших причин смерті серед дітей.
У Нідерландах та Бельгії уроки плавання в школі (schoolzwemmen, школи плавання) підтримуються урядом. Більшість шкіл надають уроки плавання. У цих країнах існує давня традиція уроків плавання, голландський переклад стилю плавання брасом називають schoolslag (шкільний стиль). Дітей навчають варіанту брасу, який технічно не зовсім правильний. У Франції плавання є обов'язковою частиною навчальної програми для всіх початкових шкіл. Діти зазвичай присвячують одну чверть на рік у 2-му, 3-му та 4-му класах навчання плаванню.
У багатьох місцях уроки плавання забезпечуються місцевими басейнами як тими, які перебувають у віданні місцевих органів влади, так і тими, що належать приватним компаніям. Багато шкіл включають у свої навчальні програми фізичної освіти уроки плавання, що надаються у власному басейні школи або в найближчому громадському басейні.
У Великій Британії «схема топ-зльоту» закликає школярів, які не вміють плавати у віці старше 11 років, до отримання інтенсивних щоденних уроків. Ці діти, які не досягли Національного навчального стандарту Великої Британії з плавання на 25 метрів за термін навчання, який вони отримували в початковій школі. Їм будуть надані щоденні уроки по пів години протягом двох тижнів за навчальну чверть.
Станом на 2005 рік у Канаді та Мексиці триває обговорення закликів щодо включення плавання в громадські шкільні програми.

## Одяг та спорядження

### Купальники

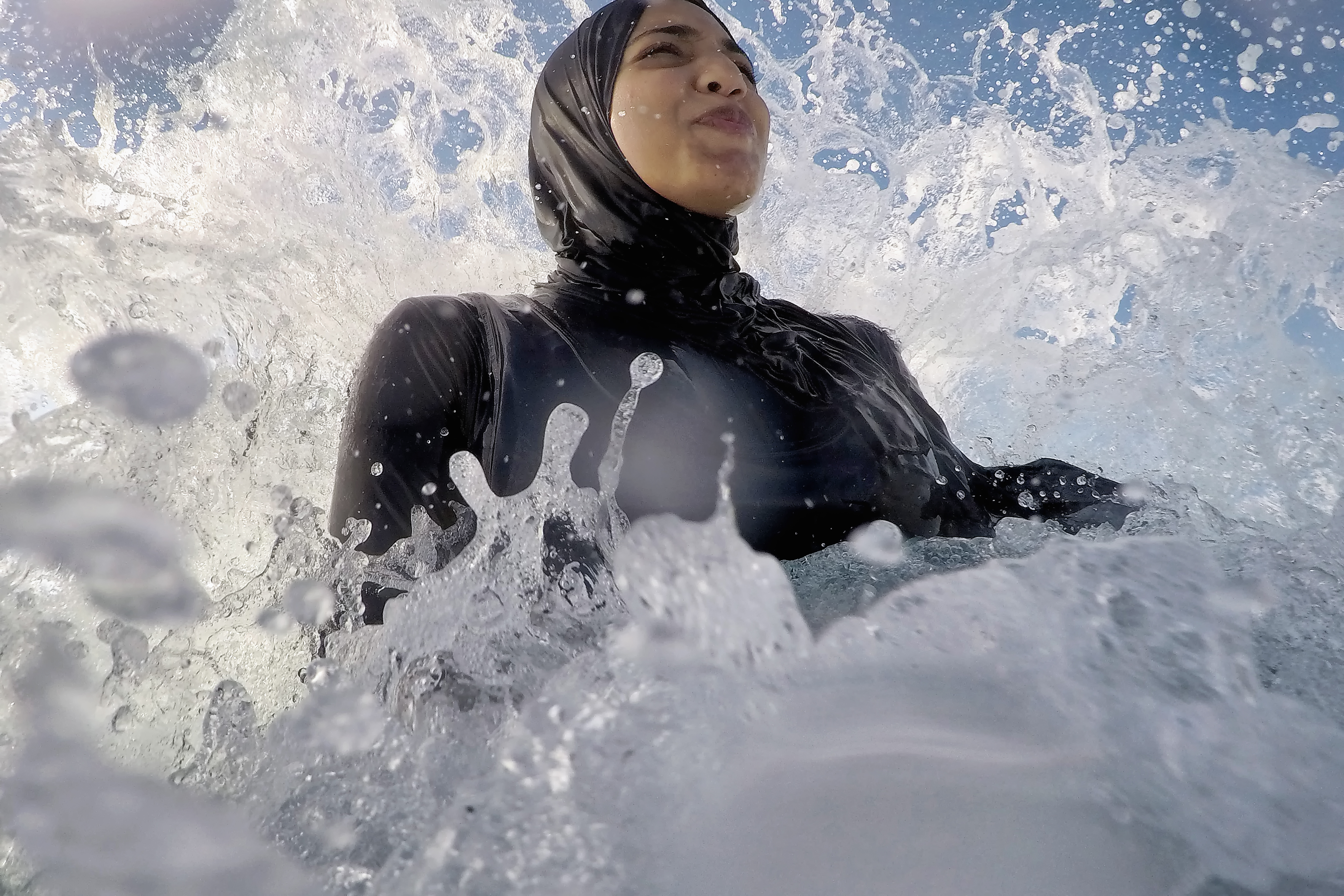
У різних культурах існують різні стандарти щодо купальників. У мусульманських громадах жінки можуть носити модифіковані купальники з хіджабом, які іноді називають буркіні.

Стандартний повсякденний одяг зазвичай непрактичний для плавання та за деяких обставин є небезпечним. У більшості культур сьогодні заведено одягати купальники.
Чоловічі плавки зазвичай нагадують шорти або труси. Чоловічі повсякденні плавки (наприклад, бордшорти) рідко бувають облягаючими, на відміну від спортивних плавок, таких як джеммери або дайвінг-шорти. У більшості випадків хлопчики та чоловіки плавають з відкритою верхньою частиною тіла, за винятком країн, де звичаї або закони забороняють це робити в громадських місцях, або з практичних міркувань, наприклад, для захисту від сонця.
Сучасні жіночі купальники, як правило, облягають тіло, закриваючи лобкову область та груди (див. бікіні). Жіночі купальники можуть також закривати середню частину тіла. Жіночі купальники часто є модним трендом, а питання про те, скромні вони чи ні, є предметом суперечок багатьох груп, як релігійних, так і світських.
Купальники для змагань створюються для того, щоб їхній володар міг плавати швидше й ефективніше. Сучасні купальники для змагань облягаючі та легкі. Існує безліч видів змагальних купальників для кожної статі. Вони використовуються у водних змаганнях, таких як водне поло, плавання, стрибки у воду та веслування.
Гідрокостюми забезпечують як теплоізоляцію, так і плавучість. Багатьом плавцям не вистачає плавучості в ногах. Гідрокостюм забезпечує додатковий об'єм за меншої щільності, а отже, покращує плавучість і плавність під час плавання. Він забезпечує ізоляцію між шкірою і водою, що зменшує втрату тепла. Гідрокостюм зазвичай обирають ті, хто довго плаває в холодній воді, оскільки він зменшує схильність до переохолодження.
Деякі люди також вважають за краще обходитися без одягу під час плавання. У деяких європейських країнах громадські басейни дозволяють купатися без одягу, а в багатьох країнах є пляжі, де можна купатися голяка. На всіх пляжах Великої Британії дозволено купатися в морі голяка. До початку XX століття купання голяка в громадських місцях було звичайною справою для чоловіків. Сьогодні купання голяка може бути як бунтарським, так і звичайним заняттям.

### Аксесуари
- Беруші запобігають потраплянню води у вуха.
- Затискачі для носа можуть запобігти потраплянню води в ніс. Однак використання носових затискачів у змагальному плаванні може призвести до незручностей, тому багато плавців-спортсменів вирішують їх не використовувати. З цієї причини затискачі для носа в основному використовуються для синхронного плавання та рекреаційного плавання.
- Захисні окуляри захищають очі від хлорованої води та покращують видимість під водою. Тоновані окуляри захищають очі від сонячного світла, що відбивається від дна басейну.
- Шапочки для плавання надають тілу обтічної форми та захищають волосся від хлорованої води, хоча і не є повністю водонепроникними.
- Кікборди використовуються для утримання верхньої частини тіла на плаву під час тренування нижньої частини тіла.
- Буйки використовуються для утримання нижньої частини тіла на плаву під час тренування верхньої частини тіла.
- Ласти для плавання використовуються на тренуваннях для подовження поштовху та покращення техніки та швидкості. Ласти також розвивають верхні литкові м'язи. Ласти забезпечують значно більше та ефективніше перетворення м'язової сили в поштовх, ніж це можливо зі стоп, і дозволяють ефективно використовувати потужні м'язи ніг для руху у воді. Цінність ласт як активного допоміжного засобу у навчанні, тренуванні та практиці плавання була визнана давно. У США ще в 1947 році їх експериментально використовували для підвищення впевненості новачків у плаванні, які неохоче плавали,[13] а в 1950 році в посібнику YMCA з порятунку життя і безпеки на воді інструкторам з плавання нагадували, що «ласти можна використовувати з великою користю для просування по воді, пірнання з аквалангом, буксирування, підводного пошуку і підтримки втомленого плавця».[14] У 1967 році були проведені дослідження щодо використання ласт для навчання кролю.[15] У 1970-х роках в Європі увійшов в моду так званий метод «ласти-поплавок», який мав на меті допомогти новачкам навчитися плавати швидше і безпечніше.[16]
- Гребки для рук[wn] використовуються для збільшення опору під час рухів руками з метою покращення техніки та сили.
- Пальчикові лопатки мають подібний ефект до ручних лопаток, але створюють менший опір через менший розмір. Вони також допомагають поліпшити «ловлю» плавця у воді.
- Трубки для плавання використовуються для покращення та підтримки правильного положення голови у воді. Дехто також може використовувати їх під час фізичної терапії.
- Локшина для басейну[en] використовується для утримання користувача на плаву під час перебування у воді..
- Захисні огорожі та обладнання є обов'язковими у громадських басейнах та вимогою зонування у більшості житлових басейнів у Сполучених Штатах.[17]
- Плавальні парашути використовуються у змагальних тренуваннях, додаючи елемент опору у воді, щоб допомогти спортсменам збільшити потужність центральних рухів гребка.
- Надувні нарукавники[en] — це допоміжні засоби для плавання, призначені для забезпечення плавучості та допомоги користувачеві у плаванні.

## Небезпека перебування на воді

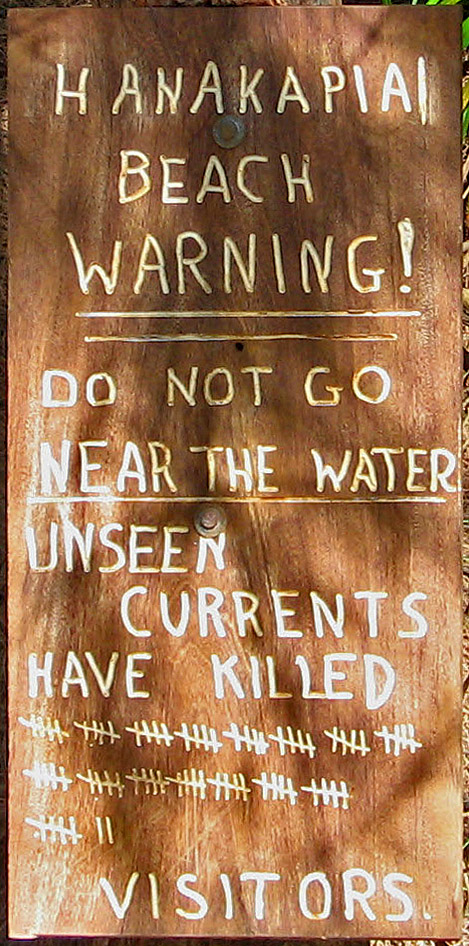
Цей знак попереджає туристів на стежці до пляжу Ханакапія (Гаваї)

З присутністю людини у воді, добровільною чи мимовільною, пов'язано безліч небезпек, які можуть призводити до смертельних випадків. Плавання передбачає як добровільність присутності на воді, так і швидке покидання води в небезпечних ситуаціях.
Більшість зареєстрованих випадків смерті на воді поділяються на такі категорії:
- Паніка, коли недосвідчений плавець або людина, яка не вміє плавати, стає психічно пригніченою обставинами свого потрапляння у воду, що призводить до відходу під воду і утоплення. Іноді паніка може стати причиною смерті через гіпервентиляцію навіть на дуже мілкій воді
- Прострація, коли людина не в змозі підтримувати зусилля, щоб плисти або йти по воді, що часто призводить до смерті через утоплення. У дорослої людини повністю розроблені та розширені легені, завдяки чому вона має позитивну або принаймні нейтральну плавучість, і якщо вона спокійна, то може плавати з докладанням невеликих зусиль у стоячій воді. Маленька дитина має негативну плавучість. Потрапивши на воду, вона буде або швидко тонути, або буде змушена докладати постійних зусиль, щоб залишатися на поверхні
- Гіпотермія або переохолодження, коли температура тіла людини стає нижчою за критичну, що веде до втрати свідомості або зупинки серця
- Зневоднення внаслідок тривалого контакту з солоною водою, рідше синдром аспірації солоної води, коли вдихання солоної води створює піну в легенях, що обмежує дихання. Переохолодження і зневоднення можуть також безпосередньо призвести до смерті, не спричиняючи утоплення, навіть якщо людина вдягнена в рятувальний жилет
- Тупа травма в потоці або річці, що швидко рухається

Менш поширеними випадками є:
- Побічні ефекти:
  - Екзостоз — анормальне розростання кісткового звуження зовнішнього слухового проходу через часте, тривале потрапляння бризок і заповнення його холодною водою, зване також «вухо серфера».
  - Інфекція через бактерії, віруси або паразитів, що передаються через воду
  - Інгаляція хлору (у басейні)
  - Серцеві напади під час плавання (основна причина раптової смерті серед учасників тріатлону, що трапляється з частотою 1-2 на 100 000 учасників[18])

- Несприятливі зустрічі з водними тваринами й рослинами:
  - Укуси морських вошей, риб, морських молюсків, опіки від медуз і деяких видів коралів
  - Уколи та порізи від крабів, омарів, морських їжаків, скатів, гострих мушель, летючих риб, морських птахів або від викинутого людиною сміття
  - Кровотеча від укусів риб, морських ссавців і морських рептилій, іноді внаслідок нападу
  - Отруйні укуси морських змій і деяких видів восьминогів
  - Ураження електричним струмом або невеликий шок від електричного вугра або електричного ската

Важливе значення має наявність обладнання для забезпечення безпеки в кожному басейні, а також чергування і спостереження спеціальних співробітників, підготовлених до рятувальних операцій. Ця вимога стосується проведення всіх змагань із плавання та більшості  басейнів.

## Найвидатніші плавці в історії

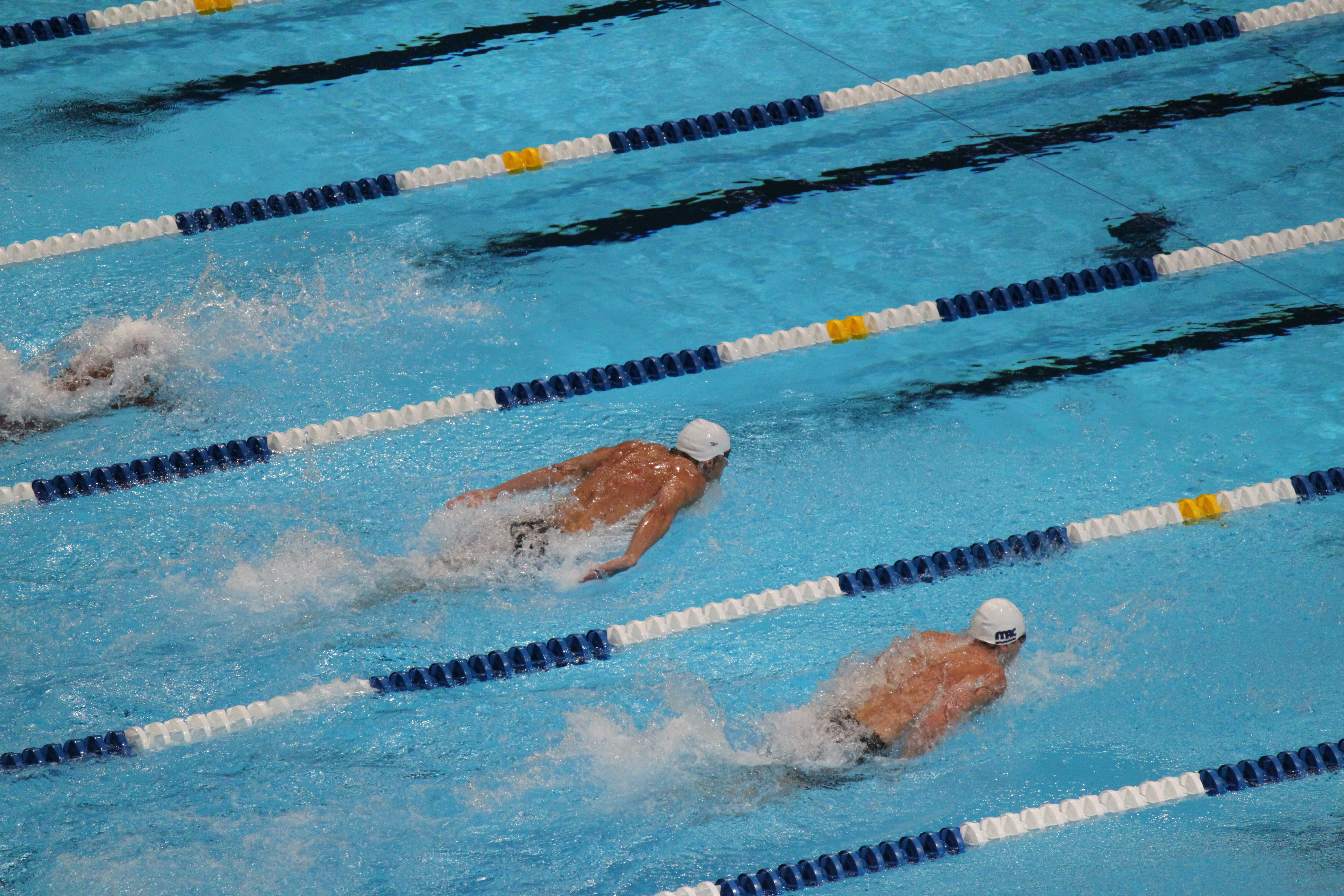
Майкл Фелпс (на середній доріжці) на відбіркових змаганнях збірної США на Олімпіаді 2012 року в Лондоні.

- Майкл Фелпс: американський плавець, який виграв вісім золотих медалей на Олімпійських іграх 2008 року в Пекіні (Китай). Він є найуспішнішим олімпійським спортсменом усіх часів, маючи 28 медалей: 23 золоті, 3 срібні та 2 бронзові. Фелпс також є рекордсменом за кількістю олімпійських золотих медалей (23). Фелпс вперше брав участь в Олімпійських іграх у Сіднеї у 2000 році та був наймолодшим плавцем у віці 15 років.
- Олександр Попов: російський плавець виграв вісім олімпійських медалей і має один з найкращих рекордів в історії плавання. 23 грудня 2004 року він завершив кар'єру плавання після того, як виграв 9 медалей на Олімпійських іграх.
- Марк Шпіц: американський плавець, який виграв сім золотих медалей на Олімпійських іграх 1972 року в Мюнхені. Незважаючи на те, що він досяг великого успіху і йому було всього 22 роки, він вирішив піти зі спорту, щоб працювати у сфері фінансів. Його вважають одним із найвидатніших олімпійських спортсменів усіх часів.
- Францишка ван Альмсік: німецька плавчиня, чемпіонка світу та володарка чотирьох срібних медалей на Олімпійських іграх. Незважаючи на те, що вона була провідною зіркою жіночого плавання в 1990-х роках, німкеня Франциска ван Альмсік не змогла здобути золоту медаль ні в Барселоні (1992), ні в Атланті (1996). Однак медалі, здобуті на цих змаганнях, та вражаючі рекорди, досягнуті на різних чемпіонатах Європи та світу, гарантують одну з найблискучіших кар'єр цього виду спорту за останні десятиліття.
- Міхаель Ґрос: німецький плавець, найкращий спеціаліст з плавання батерфляєм усіх часів та один з найтитулованіших в історії..Його надзвичайна сила, обумовлена його ростом і шириною рук, дала йому унікальну форму плавання, яка принесла йому прізвисько Альбатрос на честь морського птаха.
- Крістін Отто: німецька плавчиня, яка виграла шість золотих медалей на Олімпійських іграх 1988 року. У 1982 році вона увійшла до світової еліти на чемпіонаті світу в Гуаякілі та у віці всього 16 років виграла три золоті медалі: одну на дистанції 100 метрів на спині, а дві інші в естафетах 4 х 100 метрів вільним стилем та 4 х 100 метрів комплексним плаванням.
- Метт Бйонді: американський плавець виграв 11 медалей на трьох Олімпійських іграх, і тому його вважають одним із найкращих плавців 1980-х та початку 1990-х років.
- Володимир Сальников: Він виграв чотири золоті олімпійські медалі та чотири золоті медалі чемпіонату світу, а також побив дванадцять світових рекордів на дистанціях 400, 800 та 1500 метрів вільним стилем.[22]
- Кейті Ледекі (Вашингтон, 17 березня 1997) — американська плавчиня вільним стилем, олімпійська чемпіонка на дистанціях 200, 400, 800 та 4×200 метрів у Ріо-де-Жанейро 2016 року; та чемпіонка світу на дистанціях 400, 800, 1500, 4×100 та 4×200 метрів вільним стилем у Будапешті 2017 року. Вона також є володаркою світових рекордів на дистанціях 400, 800 та 1500 метрів вільним стилем.
- Джонні Вайссмюллер (перша людина, яка пропливла 100 метрів за 1 хвилину, пізніше він знявся у фільмі в ролі Тарзана).